# طويستان
طويستان هي قرية في مقاطعة خلخال، إيران. يقدر عدد سكانها بـ 208 نسمة بحسب إحصاء 2016.